# Liste des monuments historiques de Meeuwen-Gruitrode
Cette page regroupe l'ensemble des monuments classés de la ville belge de Meeuwen-Gruitrode.
| Objet                                                                    | Statut du classement? | Année de construction/architecte | Section communale | Adresse               | Coordonnées                      | Numéro d'inventaire | Illustration                                        |
| ------------------------------------------------------------------------ | --------------------- | -------------------------------- | ----------------- | --------------------- | -------------------------------- | ------------------- | --------------------------------------------------- |
| (nl) Oorlogsmonument W.O.I                                               |                       |                                  | Ellikom           | Betonweg              | 51° 07′ 49″ nord, 5° 31′ 28″ est | 72416               | Téléverser                                          |
| (nl) Kapel                                                               |                       |                                  | Ellikom           | Betonweg              | 51° 07′ 38″ nord, 5° 31′ 24″ est | 72417               | Téléverser                                          |
| (nl) Onze-Lieve-Vrouw van Lourdeskapel                                   |                       |                                  | Ellikom           | Betonweg              | 51° 07′ 59″ nord, 5° 31′ 30″ est | 72418               | Téléverser                                          |
| (nl) Pastorie                                                            |                       |                                  | Ellikom           | Brogelerweg 1         | 51° 07′ 47″ nord, 5° 31′ 25″ est | 72419               | Téléverser                                          |
| (nl) Hoeve De Hansen                                                     |                       |                                  | Ellikom           | Brogelerweg 2         | 51° 07′ 49″ nord, 5° 31′ 25″ est | 72420               | Téléverser                                          |
| (nl) Hoogmolen                                                           | Oui                   |                                  | Ellikom           | Hoogmolenweg 15       | 51° 07′ 40″ nord, 5° 31′ 16″ est | 72421               | Téléverser                                          |
| (nl) Hoeve                                                               |                       |                                  | Ellikom           | Lommerstraat 2        | 51° 07′ 54″ nord, 5° 31′ 04″ est | 72422               | Téléverser                                          |
| (nl) Neermolen                                                           |                       |                                  | Ellikom           | Neermolenweg 9        | 51° 08′ 01″ nord, 5° 31′ 18″ est | 72423               | Téléverser                                          |
| (nl) Hoeve en afspanning, Het Kruis                                      |                       |                                  | Gruitrode         | Breekiezel 11         | 51° 05′ 28″ nord, 5° 35′ 19″ est | 72424               | Téléverser                                          |
| (nl) Hoeve en afspanning, Het Kruis                                      |                       |                                  | Gruitrode         | Breekiezel 13         | 51° 05′ 28″ nord, 5° 35′ 19″ est | 72424               | Téléverser                                          |
| (nl) Klooster en school                                                  |                       |                                  | Gruitrode         | Breekiezel 25         | 51° 05′ 32″ nord, 5° 35′ 20″ est | 72425               | Téléverser                                          |
| (nl) Kapel                                                               |                       |                                  | Gruitrode         | Maggenstraat 1        | 51° 05′ 17″ nord, 5° 35′ 22″ est | 72426               | Téléverser                                          |
| (nl) Sint-Willibrorduskapel                                              | Oui                   |                                  | Gruitrode         | Muisvenstraat         | 51° 05′ 33″ nord, 5° 34′ 11″ est | 72427               | Téléverser                                          |
| (nl) Hoeve                                                               |                       |                                  | Gruitrode         | Muisvenstraat 112     | 51° 05′ 35″ nord, 5° 34′ 01″ est | 72428               | Téléverser                                          |
| (nl) Smeedijzeren kruis                                                  |                       |                                  | Gruitrode         | Neerhovenstraat       | 51° 05′ 57″ nord, 5° 36′ 18″ est | 72429               | Téléverser                                          |
| (nl) Hoeve met losstaande bestanddelen                                   |                       |                                  | Gruitrode         | Neerhovenstraat 36    | 51° 05′ 57″ nord, 5° 36′ 20″ est | 72430               | Téléverser                                          |
| (nl) Parochiekerk Sint-Gertrudis                                         | Oui                   |                                  | Gruitrode         | Ophovenstraat         | 51° 05′ 21″ nord, 5° 35′ 15″ est | 72431               | (nl) Parochiekerk Sint-Gertrudis                    |
| (nl) Dorpswoning                                                         |                       |                                  | Gruitrode         | Ophovenstraat 5       | 51° 05′ 20″ nord, 5° 35′ 17″ est | 72432               | Téléverser                                          |
| (nl) Dorpswoning                                                         |                       |                                  | Gruitrode         | Ophovenstraat 6       | 51° 05′ 22″ nord, 5° 35′ 16″ est | 72433               | Téléverser                                          |
| (nl) Dorpswoning                                                         |                       |                                  | Gruitrode         | Ophovenstraat 16      | 51° 05′ 19″ nord, 5° 35′ 11″ est | 72434               | Téléverser                                          |
| (nl) Semi-gesloten hoeve                                                 |                       |                                  | Gruitrode         | Ophovenstraat 38      | 51° 05′ 15″ nord, 5° 35′ 02″ est | 72435               | Téléverser                                          |
| (nl) Pastorie                                                            |                       |                                  | Gruitrode         | Pastoriestraat 2      | 51° 05′ 22″ nord, 5° 35′ 13″ est | 72436               | Téléverser                                          |
| (nl) Kapel van 1905                                                      |                       |                                  | Gruitrode         | Verlorenstraat        | 51° 05′ 09″ nord, 5° 34′ 59″ est | 72438               | Téléverser                                          |
| (nl) Hoeve                                                               |                       |                                  | Gruitrode         | Verlorenstraat 31     | 51° 05′ 06″ nord, 5° 34′ 58″ est | 72439               | Téléverser                                          |
| (nl) Kapel van Onze-Lieve-Vrouw Moeder van Zeven Weeën                   |                       |                                  | Meeuwen           | Arkstraat             | 51° 05′ 55″ nord, 5° 31′ 27″ est | 72440               | Téléverser                                          |
| (nl) Hoeve                                                               |                       |                                  | Meeuwen           | Berkenstraat 9        | 51° 05′ 53″ nord, 5° 30′ 00″ est | 72441               | Téléverser                                          |
| (nl) Pastorie                                                            |                       |                                  | Meeuwen           | Dorpsstraat 38        | 51° 05′ 46″ nord, 5° 31′ 13″ est | 72442               | Téléverser                                          |
| (nl) Gedenkteken                                                         |                       |                                  | Meeuwen           | Genitsstraat          | 51° 05′ 30″ nord, 5° 31′ 27″ est | 72443               | Téléverser                                          |
| (nl) Sint-Antoniuskapel                                                  |                       |                                  | Meeuwen           | Genitsstraat          | 51° 05′ 29″ nord, 5° 31′ 40″ est | 72444               | Téléverser                                          |
| (nl) Houten kruis                                                        |                       |                                  | Meeuwen           | Gestelstraat          | 51° 05′ 11″ nord, 5° 30′ 53″ est | 72445               | Téléverser                                          |
| (nl) Houten kruis                                                        |                       |                                  | Meeuwen           | Gestelstraat          | 51° 04′ 42″ nord, 5° 31′ 09″ est | 72446               | Téléverser                                          |
| (nl) Resten hoeve                                                        |                       |                                  | Meeuwen           | Gielisheide 9         | 51° 06′ 22″ nord, 5° 29′ 09″ est | 72447               | Téléverser                                          |
| (nl) Sint-Brigidakapel                                                   | Oui                   |                                  | Meeuwen           | Gruitroderbaan        | 51° 05′ 49″ nord, 5° 31′ 51″ est | 72448               | Téléverser                                          |
| (nl) Houten kruis                                                        |                       |                                  | Meeuwen           | Heerstraat            | 51° 06′ 05″ nord, 5° 31′ 48″ est | 72449               | Téléverser                                          |
| (nl) Dorpswoning met achterliggend hoevegebouw                           |                       |                                  | Meeuwen           | Hoogstraat 27         | 51° 05′ 39″ nord, 5° 31′ 23″ est | 72450               | Téléverser                                          |
| (nl) Dorpswoning met achterliggend hoevegebouw                           |                       |                                  | Meeuwen           | Hoogstraat 29         | 51° 05′ 39″ nord, 5° 31′ 23″ est | 72450               | Téléverser                                          |
| (nl) Parochiekerk Sint-Martinus                                          | Oui                   |                                  | Meeuwen           | Kerkplein             | 51° 05′ 48″ nord, 5° 31′ 16″ est | 72451               | (nl) Parochiekerk Sint-Martinus                     |
| (nl) Gedenkteken                                                         |                       |                                  | Meeuwen           | Kerkplein             | 51° 05′ 50″ nord, 5° 31′ 18″ est | 72452               | Téléverser                                          |
| (nl) Kapel van Onze-Lieve-Vrouw van Lourdes                              |                       |                                  | Meeuwen           | Kiëstraat             | 51° 05′ 47″ nord, 5° 31′ 24″ est | 72453               | Téléverser                                          |
| (nl) Klooster en school                                                  |                       |                                  | Meeuwen           | Kloosterstraat 4      | 51° 05′ 46″ nord, 5° 31′ 06″ est | 72454               | Téléverser                                          |
| (nl) Vermoedelijk woonhuis van een hoeve met losstaande bestanddelen     |                       |                                  | Meeuwen           | Luttelmeeuwen 24      | 51° 06′ 06″ nord, 5° 31′ 24″ est | 72455               | Téléverser                                          |
| (nl) Vermoedelijk woonhuis van een hoeve met losstaande bestanddelen     |                       |                                  | Meeuwen           | Luttelmeeuwen 26      | 51° 06′ 06″ nord, 5° 31′ 24″ est | 72455               | Téléverser                                          |
| (nl) Dorpmolen                                                           | Oui                   |                                  | Meeuwen           | Molenstraat 5         | 51° 06′ 19″ nord, 5° 30′ 48″ est | 72456               | Téléverser                                          |
| (nl) Hoeve                                                               |                       |                                  | Meeuwen           | Peerderbaan 74        | 51° 06′ 41″ nord, 5° 30′ 13″ est | 72457               | Téléverser                                          |
| (nl) Hoeve Klazenhof                                                     |                       |                                  | Neerglabbeek      | Heyweg 8              | 51° 05′ 15″ nord, 5° 37′ 10″ est | 72458               | Téléverser                                          |
| (nl) Parochiekerk Sint-Hubertus                                          | Oui                   |                                  | Neerglabbeek      | Loostraat             | 51° 05′ 30″ nord, 5° 36′ 51″ est | 72459               | (nl) Parochiekerk Sint-Hubertus                     |
| (nl) Pastorie                                                            |                       |                                  | Neerglabbeek      | Loostraat 9           | 51° 05′ 30″ nord, 5° 36′ 53″ est | 72460               | Téléverser                                          |
| (nl) Kapel                                                               |                       |                                  | Neerglabbeek      | Verbindingsstraat     | 51° 05′ 20″ nord, 5° 37′ 07″ est | 72461               | Téléverser                                          |
| (nl) Gesloten hoeve met boerenburgerhuis                                 |                       |                                  | Neerglabbeek      | Weg naar Opitter 19   | 51° 05′ 30″ nord, 5° 36′ 55″ est | 72462               | Téléverser                                          |
| (nl) Parochiekerk Onze-Lieve-Vrouw Tenhemelopneming                      |                       |                                  | Wijshagen         | Kerkstraat            | 51° 06′ 20″ nord, 5° 33′ 42″ est | 72463               | (nl) Parochiekerk Onze-Lieve-Vrouw Tenhemelopneming |
| (nl) Hoeve                                                               |                       |                                  | Wijshagen         | Kerkstraat 3          | 51° 06′ 20″ nord, 5° 33′ 46″ est | 72464               | Téléverser                                          |
| (nl) Kapel van Plockroy                                                  |                       |                                  | Wijshagen         | Plockroy 41           | 51° 04′ 24″ nord, 5° 31′ 33″ est | 72465               | Téléverser                                          |
| (nl) Houten kruis                                                        |                       |                                  | Wijshagen         | Soetebeek             | 51° 07′ 15″ nord, 5° 33′ 18″ est | 72466               | Téléverser                                          |
| (nl) Kapel van Onze-Lieve-Vrouw van Lourdes                              |                       |                                  | Wijshagen         | Soetebeek             | 51° 07′ 00″ nord, 5° 33′ 11″ est | 72467               | Téléverser                                          |
| (nl) Voormalig gemeentehuis                                              |                       |                                  | Gruitrode         | Weg naar As 7         | 51° 05′ 16″ nord, 5° 35′ 20″ est | 86192               | Téléverser                                          |
| (nl) Hoeve Venhoven                                                      |                       |                                  | Gruitrode         | Weg naar As 98        | 51° 04′ 47″ nord, 5° 35′ 11″ est | 86193               | Téléverser                                          |
| (nl) Commanderij van de Duitse Orde                                      | Oui                   |                                  | Gruitrode         | Weg naar Opoeteren 2  | 51° 05′ 28″ nord, 5° 35′ 34″ est | 86194               | Téléverser                                          |
| (nl) Commanderij van de Duitse Orde                                      | Oui                   |                                  | Gruitrode         | Weg naar Opoeteren 4  | 51° 05′ 28″ nord, 5° 35′ 34″ est | 86194               | Téléverser                                          |
| (nl) Hoeve Schaarhof of hoeve 't Schar                                   | Oui                   |                                  | Gruitrode         | Weg naar Opoeteren 37 | 51° 05′ 39″ nord, 5° 36′ 07″ est | 86195               | Téléverser                                          |
| (nl) Kapel van Onze-Lieve-Vrouw van Lourdes                              |                       |                                  | Gruitrode         | Heyweg                | 51° 04′ 55″ nord, 5° 37′ 23″ est | 86196               | Téléverser                                          |
| (nl) Smeedijzeren kruis met gietijzeren crucifix                         |                       |                                  | Gruitrode         | Ophovenstraat         | 51° 05′ 06″ nord, 5° 34′ 49″ est | 86197               | Téléverser                                          |
| (nl) Tweeledige hoeve                                                    |                       |                                  | Meeuwen           | Berenheide 4          | 51° 06′ 43″ nord, 5° 30′ 12″ est | 86198               | Téléverser                                          |
| (nl) Tweeledige hoeve                                                    |                       |                                  | Meeuwen           | Berenheide 6          | 51° 06′ 51″ nord, 5° 30′ 12″ est | 86199               | Téléverser                                          |
| (nl) Berenheidermolen, ook Achterste Molen genaamd                       |                       |                                  | Meeuwen           | Berenheide 8          | 51° 06′ 53″ nord, 5° 30′ 23″ est | 86200               | Téléverser                                          |
| (nl) Gaaf bewaarde, gerestaureerde, langgestrekte hoeve met dienstgebouw |                       |                                  | Meeuwen           | Berenheide 16         | 51° 06′ 49″ nord, 5° 30′ 03″ est | 86201               | Téléverser                                          |
| (nl) Pastorie                                                            |                       |                                  | Wijshagen         | Wijshagerkiezel 69    | 51° 06′ 19″ nord, 5° 33′ 43″ est | 86203               | Téléverser                                          |
| (nl) Tweeledige hoeve                                                    |                       |                                  | Wijshagen         | Wijshagerkiezel 83    | 51° 06′ 21″ nord, 5° 33′ 51″ est | 86205               | Téléverser                                          |
| (nl) Voormalige gemeentehuis met onderwijzerswoning en school            |                       |                                  | Wijshagen         | Wijshagerkiezel 86    | 51° 06′ 15″ nord, 5° 33′ 48″ est | 86206               | Téléverser                                          |
| (nl) Rest van een hoeve met losstaande bestanddelen                      |                       |                                  | Wijshagen         | Wijshagerkiezel 105   | 51° 06′ 27″ nord, 5° 33′ 58″ est | 86207               | Téléverser                                          |
| (nl) Kruis                                                               |                       |                                  | Gruitrode         | Weg naar As           | 51° 04′ 58″ nord, 5° 35′ 16″ est | 86208               | Téléverser                                          |
| (nl) Houten kruis                                                        |                       |                                  | Meeuwen           | Berenheide            | 51° 06′ 41″ nord, 5° 30′ 11″ est | 88696               | Téléverser                                          |